# India Eisley

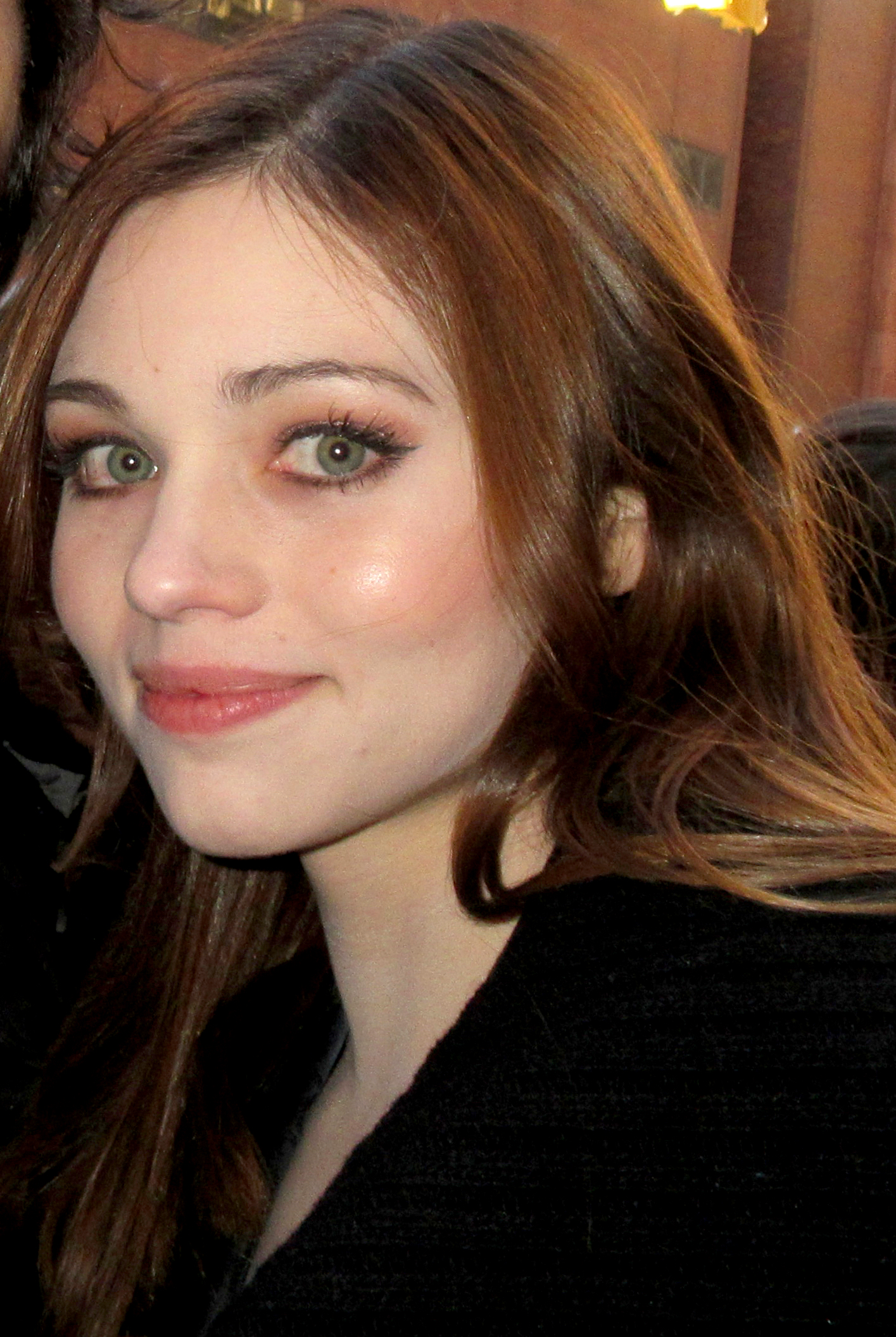
India Eisley (2019)

India Eisley (* 29. Oktober 1993 in Los Angeles, Kalifornien) ist eine US-amerikanische Schauspielerin, die vor allem durch ihre Rolle in der Fernsehserie The Secret Life of the American Teenager bekannt wurde.

## Leben
Eisley wurde 1993 als Tochter des Musikers David Glen Eisley und der Schauspielerin Olivia Hussey geboren.
Von 2008 bis zum Serienende im Juni 2013 spielte sie in der US-amerikanischen ABC-Family-Jugendserie The Secret Life of the American Teenager die anfangs 13-jährige Ashley Juergens, die kleine Schwester der Hauptfigur Amy Juergens (Shailene Woodley). 2012 war sie im vierten Teil der Underworld-Reihe namens Underworld: Awakening zu sehen. In dem Film spielte sie Eve, die Tochter der Protagonistin Selene, die durch Kate Beckinsale dargestellt wurde. 2019 war sie in einer tragenden Rolle in der Miniserie I Am the Night zu sehen.

## Filmografie (Auswahl)
- 2005: Headspace
- 2008–2013: The Secret Life of the American Teenager (Fernsehserie, 84 Episoden)
- 2012: Underworld: Awakening
- 2014: Kite – Engel der Rache (Kite)
- 2014: Sitter Cam
- 2015: Social Suicide
- 2016: My Sweet Audrina (Fernsehfilm)
- 2016: The Curse of Sleeping Beauty – Dornröschens Fluch (The Curse of Sleeping Beauty)
- 2016: AmeriGeddon
- 2017: Clinical
- 2018: Adolescence
- 2018: Look Away
- 2019: I Am the Night (Miniserie, 6 Episoden)
- 2020: Dead Reckoning (Altar Rock)
- 2021: Every Breath You Take
- 2023: American Outlaws
- 2024: Dead Money